# 水林彪
水林 彪（みずばやし たけし、1947年12月11日 - ）は、日本の法学者。専門は日本法制史。学位は、博士（法学）（一橋大学・論文博士・2011年）。東京都立大学名誉教授、早稲田大学名誉教授。2004年から法制史学会代表理事。第19期日本学術会議会員。第20期日本学術会議連携会員。日本法社会学会理事。民主主義科学者協会法律部会理事。比較家族史学会、日本史研究会会員。

## 人物
2008年の論文「近代民法の本源的性格―全法体系の根本法としてのCode civil―」（『民法研究』第5号、2008年）、「近代憲法の本源的性格—société civileの基本法としての1789年人権宣言・1791年憲法—」（戒能通厚・楜澤能生編『企業・市場・市民社会の基礎法的考察』日本評論社、2008年）をめぐって、憲法学から賛否両論の反応があった。前者として、山元一「〈法構造イメージ〉における憲法と民法」（法学セミナー646号、2008年）、後者として、高橋和之「私人間効力論再訪」（ジュリスト1372号、2009年）。民法学では、山本敬三「憲法・民法関係論の展開とその意義―民法学の視角から」（法学セミナー646号、2008年）が水林論文に言及した。
ヴァイオリン演奏が趣味で、2010年にはアマチュア室内楽フェスティバルにおいて、相澤美智子一橋大准教授の演奏するピアノとのデュオで、みなとみらい賞を受賞し、リサイタルを行った。

## 来歴
- 1970年 - 東京大学法学部卒業
- 1972年 - 東京大学大学院法学政治学研究科基礎法学専門課程修士課程修了
- 1972年 - 東京大学法学部助手
- 1975年 - 東京都立大学法学部助教授
- 1988年 - 東京都立大学法学部教授
- 2005年 - 東京都立大学退職、一橋大学大学院法学研究科教授、東京都立大学名誉教授
- 2011年 - 一橋大学より博士（法学）の学位を取得、一橋大学定年退職、早稲田大学法学学術院特任教授
- 2018年 - 早稲田大学定年退職[2]、早稲田大学名誉教授[3]

## 単著
- 『日本通史2　封建制の再編と日本的社会の確立』（山川出版社、1987年）
- 『記紀神話と王権の祭り』(岩波書店、1991年・新訂版2001年）
- 『天皇制史論 本質・起源・展開 』（岩波書店、2006年）
- 『国制と法の歴史理論 比較文明史の歴史像』（創文社 2010年 ）

## 共編著
- 『比較国制史研究序説　文明化と近代化』（鈴木正幸、渡辺信一郎、小路田泰直共編）（柏書房、1992年）
- 『日本近代思想大系　法と秩序』（石井紫郎と共校注）（岩波書店、1992年）
- 『講座　前近代の天皇』（永原慶二らと共編）（青木書店、1992-1995年）
- 『法における近代と現代』（利谷信義・吉井蒼生夫共編）（日本評論社、1993年
- 『罪と罰の法文化史』（西川洋一・新田一郎共編）（東京大学出版会、1995年）
- 『比較歴史学大系　王権のコスモロジー』（金子修一、渡辺節夫共編）（弘文堂、1998年）
- 『近代法の再定位』（石井三記・西川洋一・寺田浩明共編）（創文社、2001年）
- 『新大系日本史　法社会史』（大津透・新田一郎・大藤修共編）（山川出版社、2001年）
- 『東アジア法研究の現状と将来 伝統的法文化と近代法の継受』編著 （国際書院 2009 年）
- 『市民社会と市民法 : civilの思想と制度』（吉田克己共編）（日本評論社、2018年）
- 『法と国制の比較史 : 西欧・東アジア・日本』（青木人志、松園潤一朗共編）（日本評論社、2018年）